# Atilla Kezek
Atilla Kezek (* 1956 in Istanbul) ist ein ehemaliger türkischer Vizeadmiral, der unter anderem zwischen 2008 und 2009 Oberkommandierender der Küstenwache (Türk Sahil Güvenlik Komutanlığı) war.

## Leben

### Ausbildung und Verwendung als Seeoffizier
Kezek trat nach dem Schulbesuch in die Seekadettenanstalt (Deniz Lisesi) ein, die er 1973 abschloss. Im Anschluss absolvierte er eine Offiziersausbildung an der Marineschule (Deniz Harp Okulu), die er 1976 mit der Beförderung zum Leutnant zur See (Teğmen) beendete. Danach fand er zwischen 1976 und 1983 Verwendung auf verschiedenen Schiffen sowie Kommandostellen der Marine (Türk Deniz Kuvvetleri), ehe er von 1983 bis 1985 Absolvent der Marineakademie (Deniz Harp Akademisi) war. Im Anschluss war er zunächst zwischen 1985 und 1986 Operationsoffizier an Bord der TCG Gelibolu (D-346), eines Zerstörers der Cleaves-Klasse, und fand danach zwischen 1986 und 1989 Verwendung im Ausbildungsregiment der Marineschule, wo er zunächst Kompaniechef der 1. Kompanie des 1. Bataillons und danach Kommandeur des 2. Bataillons war. Während dieser Zeit absolvierte er daneben einen Lehrgang an der Akademie der Streitkräfte (Silahlı Kuvvetler Akademisi) und wurde 1988 zum Korvettenkapitän (Binbaşı) befördert.
Im Anschluss wechselte Kezek 1989 als Marineattaché an die Botschaft in Frankreich und war dort bis 1991 tätig. Nach seiner Rückkehr fungierte er zwischen 1991 und 1992 als Offizier für Organisationsplanung im Marinekommando Süd sowie von 1992 bis 1993 nacheinander als Erster Offizier der Fregatte Berk und des zur Gearing-Klasse gehörenden Zerstörers Kılıçalipaşa. Danach übernahm er 1993 den Posten als Kommandant der Kılıçalipaşa sowie nach seiner Beförderung zum Fregattenkapitän (Yarbay) 1994 als Kommandant der Fregatte Yavuz, des auf der Hamburger Blohm + Voss-Werft gebauten und am 7. November 1985 vom Stapel gelaufenen namensgebenden Schiff der Yavuz-Klasse. Nach seiner Beförderung zum Kapitän zur See (Albay) 1997 wurde er Kommandant der von der US Navy übernommenen und zur Oliver-Hazard-Perry-Klasse gehörenden Fregatte Gemlik.
Daran schloss sich 1998 eine sechsmonatige Verwendung von Kezek als Offizier für Operationsplanung im Flottenkommando sowie zwischen 1998 und 1999 als Leiter des Referats Operationsplanung im Oberkommando der Marine an. 1999 wurde er wieder ins Flottenkommando versetzt, wo er bis 2001 zwei Jahre lang den Posten des Generalsekretärs des Flottenkommandos bekleidete. Daraufhin fungierte er zwischen 2001 und 2002 als Kommodore der I. Zerstörer-Flottille (I. Muhrip Filotillası Komodorluğu) sowie von 2002 bis 2003 als Leiter der Unterabteilung Operationsorganisationsplanung im Oberkommando der Marine.

### Aufstieg zum Vizeadmiral
Am 30. August 2003 wurde Kezek zum Flottillenadmiral (Tuğamiral) befördert und bekleidete daraufhin als Nachfolger von Flottillenadmiral Bülent Bostanoğlu zwischen 2003 und 2004 den Posten als Kommodore des Begleit- und Patrouillengeschwaders (Refakat ve Karakol Filosu Komutanlığı), ehe er von 2004 bis 2007 Kommandant des Marinestützpunktes Gölcük (Gölcük Ana Üs Komutanlığı) war.
Nach seiner Beförderung zum Konteradmiral (Tümamiral) am 30. August 2007 war Kezek zwischen 2007 und 2008 Leiter der Abteilung Monitoring und Evaluierung im Oberkommando der Marine. Als Nachfolger von Konteradmiral Can Erenoğlu wurde er am 12. August 2008 Oberkommandierender der Küstenwache (Türk Sahil Güvenlik Komutanlığı) und bekleidete diese Funktion bis zu seiner Ablösung durch Konteradmiral İzzet Artunç am 7. August 2009. Anschließend wurde er am 10. August 2009 Befehlshaber der Minenlegerverbände (Mayın Filosu Komutanlığı).
Später wurde Kezek zum Vizeadmiral (Koramiral) befördert und fungierte als Chef des Stabes der Marine. Am 9. Oktober 2013 trat er von dieser Position zurück aufgrund der Verurteilungen im Zuge der sogenannten Balyoz-Verfahren, einem angeblichen Putschplan der türkischen Streitkräfte gegen die vom 18. November 2002 bis 14. März 2003 amtierende 58. Regierung der Republik Türkei. Mit ihm zusammen trat auch der Leiter der Technik-Abteilung im Oberkommando der Marine Konteradmiral Sami Örgüç zurück.
Atilla Kezek ist verheiratet und Vater eines Kindes.